# 乌达河
乌达河（俄語：Уда́）是俄罗斯布里亚特共和国境内的一条河流，为色楞格河下游右岸主要支流之一，在乌兰乌德附近注入色楞格河。该河全长467公里。
烏達河流域位於圖古爾-丘米坎區。“烏達”一詞源自雅庫特語“üüt”，意為“牛奶”，因附近一個牛奶色的湖泊而得名。
烏達河是粉紅鮭、大馬哈魚、紅鮭和銀鮭的主要棲息地。烏達河中也發現其他魚類，包括西伯利亞哲羅鮭、兩種細鱗魚和阿穆爾河羅。這條河尤其重要，因為它是哲羅鮭最後的棲息地之一，而其他西伯利亞河流中的哲羅鮭數量已經逐漸減少。哲羅鮭在這裡可以長到巨大的體型；這裡曾經捕獲過重達95公斤的個體。

## 流域

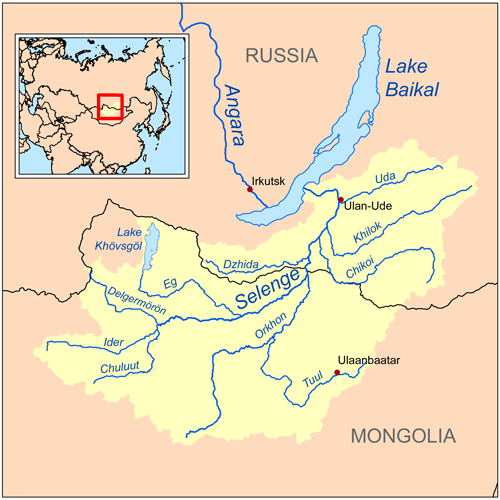
色楞格河流域（黄色）：
Selenge：色楞格河
Angara：安加拉河
Chikoi (Chikoy)：楚库河
Chuluut：楚魯特河
Delgermoron：德勒格尔木伦河（德勒格尔河）
Dzhida：吉达河
Eg (Egiin)：额金河
Ider：伊德尔河
Khilok：希洛克河
Orkhon：鄂尔浑河
Tuul：土拉河
Uda：乌达河
Ulan-Ude：乌兰乌德